# Teresa Tayà
Teresa Tayà (Barcelona, 1946) és dissenyadora de producte. Va estudiar Disseny Industrial a l'escola Elisava, on es va graduar el 1968 i va continuar a l'escola EINA un any més. Entre 1965 i 1969 va treballar amb Miguel Milá. El 1969 va crear un estudi propi amb la dissenyadora Mar Lissón. Aquí van desenvolupar projectes de disseny industrial, gràfic i tèxtil, tot treballant per a diverses empreses com Gres, Roca o Anagrama, entre d'altres. Entre les peces dissenyades aquests primers anys hi ha el joc de cafè de melamina termoestable que es conserva al Museu del Disseny de Barcelona. L'any 1975 va entrar a treballar a Gres, on va continuar dissenyant mobiliari i va fer projectes d'interiorisme per a habitatges i entitats.
El 1985 es va incorporar al despatx de l'arquitecte Alfred Fernández de la Reguera, on col·labora en projectes d'interiorisme, arquitectura, urbanització i paisatge.
Teresa Tayà va ser una de les creadores presents a l'exposició Som aquí. Les dones en el disseny 1900-Avui, organitzada el 2023 pel Museu del Disseny de Barcelona, que recuperava les dissenyadores pioneres dels anys 1960, 1970 i 1980 a Catalunya.